# Lacinipolia illaudabilis
Lacinipolia illaudabilis är en fjärilsart som beskrevs av Augustus Radcliffe Grote 1875. Lacinipolia illaudabilis ingår i släktet Lacinipolia och familjen nattflyn. Inga underarter finns listade i Catalogue of Life.